# Valtatie 26
Pour les articles homonymes, voir Valtatie et Route nationale 26.
La route nationale 26 (en finnois : Valtatie 26, en suédois : Riksväg 26) est une route nationale de Finlande menant de Hamina à Taavetti.
Elle mesure 50 kilomètres de long.

## Trajet
La route nationale 26 traverse les municipalités suivantes :
Hamina, Kouvola, Luumäki.